# Ivan Jožef Tomažič

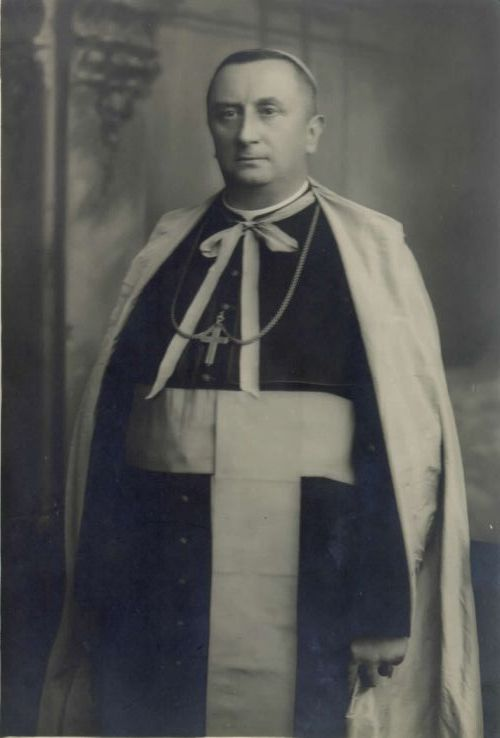
Bischof Ivan Tomažič

Ivan Jožef Tomažič (* 1. August 1867 in Ormož; † 27. Februar 1949 in Marburg (Drau)) war Bischof von Lavant.

## Leben
Ivan Jožef Tomažič besuchte nach dem Gymnasium in Laibach die Theologische Schule in Marburg a. d. Drau und wurde am 5. Dezember 1898 zum Priester geweiht. Als Kaplan diente er in Videm bei Celje und ging dann nach Innsbruck, wo er 1906 Theologie unterrichtete. 1905 wurde er zum bischöflichen Sekretär in Lavant ernannt, 1915 wurde er Kanonikus, 1916 Domdekan, 1925 Prälat. Von 1920 bis 1922 unterrichtete er in Marburg Kirchengeschichte.
Am 6. Juni 1929 wurde er zum Weihbischof der Diözese Lavant ernannt und am 1. August mit dem Titularbistum Bargala zum Bischof geweiht. Zugleich wurde er auch Generalvikar von Lavant. Am 27. Juni 1933 folgte er Andrej Karlin als Bischof von Lavant. Bischof Tomažič gründete die Katholische Aktion, eine Marienkongregation, die Slomšek-Bruderschaft St. Kyrill, die katholische Jugendorganisation „Mladce“, eine katholische Studentenvereinigung und noch einige Glaubensorganisationen. Unter seiner Schirmherrschaft wurde das Priesterseminar in Marburg und die Höhere Theologische Schule erbaut.
In seine Regierungszeit fiel die deutsche Besatzungszeit seiner Diözese, wobei Bischof Tomažič mehrmals gegen die Besatzer und deren Umgang mit der katholischen Kirche protestierte.
Bischof Tomažič verstarb im Februar 1949 81-jährig in Marburg (Drau) und wurde im Dom von Marburg beigesetzt.